# Монирул Ислам
 Монирул Ислам (англ. Monirul Islam, род. 17 августа 1943, Чандпур) — бангладешский художник, проживающий в Испании.

## Краткая биография
В 1966 окончил Государственный колледж искусств и ремёсел (ныне факультет изящных искусств Даккского университета) и в 1966—1969 гг. работал там же преподавателем. В 1969—1973 гг. учился в Мадриде в Королевской академии изящных искусств Сан-Фернандо по стипендии Министерства иностранных дел Испании. Принимал участие в создании мозаик и стенной живописи. Познакомился с европейским искусством, особенно с живописью Гойи, пытался понять важность света, цвета и композиции. По окончании учёбы остался на постоянное жительство в Испании, работал в художественной студии «Grupo-15», где в то время творили известные испанские живописцы Антонио Саура и Антони Тапиес.

## Творчество
Первые работы — акварели и графика. После обучения в Испании увлёкся литографией и создал свой абстрактный язык, характеризующийся изысканностью линий и балансом в использовании пространства и композиции. Художник уделяет большое внимание пространству и любит работать с необычными формами и фигурами, превращая их в потрясающе осязаемые образы. Он пытается повторить краски и чувство гармонии природы в своих работах через мотивы и символы. В некоторых полотнах видны разнообразные аморфные и размытые формы и композиции, выражающие романтизм, тоску и меланхолию. Он считает, что ясные цвета — наиболее эффективный способ выразить эмоции и тонкость чувств. Цвет напрямую воздействет на душу людей, вызывая глубокие чувства и переживания. Большое место в творчестве художника занимают коллажи, в том числе наклеивание бумаги на полотно с последующим нанесением рисунка акриловыми красками, маслом, карандашом и т. п., что позволяет ему создавать сюрреалистические и символические образы с элементами неожиданности, замешательства, сопоставления и размытости форм. Нередко художник выступает в качестве иллюстратора и дизайнера книг бангладешских авторов

## Участие в выставках
Провёл более 30 персональных выставок в Бангладеш, Великобритании, Голландии, Египте, Индии, Испании, Кувейте, Пакистане, Турции, США (первая в 1974 г. в галерее «Grupo-15» в Мадриде). Принимал участие в более 20 международных выставках и биеннале в Болгарии, Бразилии, Венгрии, Германии, Индии, Ираке, Испании, Марокко, Норвегии, Польше, США, Франции, Швейцарии, Югославии, Южной Корее, Японии..

## Мнение
«Работы бангладешского художника-экспатрианта Монирула Ислама легко узнаваемы, ибо он умеет превратить многогранность и разнообразие жизни посредством им самим выработанного стиля и техники в захватывающие работы, в которых размытые краски, нежные линии, текстура и формы сливаются гармонично в единое целое. Он мастерски контролирует средства и технику письма». — .- Такир Хоссейн

## Награды
- 5th International Exhibition of Prints (Ибица, Испания, 1972)
- Carmen Arozamena Prize (Мадрид, Испания, 1974)
- 12th International Graphic Biennale (Любляна, Югославия, 1977)
- 6th International Exhibition of Drawings (Риека, Югославия, 1978)
- 4th International Graphics Biennial (Фредрикстад Норвегия, 1978, 1982)
- World Print Four, Museum of Modern Art (Калифорния, США, 1983)
- 2nd International Exhibition of Prints, Maximo Ramos (Эль-Ферроль, Испания, 1985)
- 7th National Award (Бангладешская Академия Shilpakala, 1985)
- 1st Prize in Graphic Art (Багдад, Ирак, 1985)
- 4th International Exhibition of prints, Maximo Ramos (Эль-Ферроль, Испания, 1987)
- 17th International Graphics Biennial (Любляна, Югославия, 1987)
- National Award of Spain Accesit, Calcografia Nacional (Испания, 1993)
- National Award of Spain, Calcografia Nacional (Испания, 1997)
- Ekushey Padak, высшая награда Бангладеш (Бангладеш, 1999)
- National Award, Scholars of Bangladesh (Бангладеш, 2007)
- Орден Изабеллы Католической (Испания, 2010)[5]

## Семья
- Жена Carmien Ferrer (Mela), испанская художница (с 1987; в настоящее время в разводе).
- Сын